# Ahmed El Ktibi
Ahmed El Ktibi (Taifa (Marokko), 23 november 1954) is een Belgisch politicus voor de PS.

## Levensloop
Geboren en opgegroeid in Marokko, vestigde El Ktibi zich in het begin van de jaren 70 in Nederland. In 1974 verliet hij Nederland en kwam hij na een kort verblijf in Luik in Brussel wonen.
In Brussel ging El Ktibi aan de ULB studeren. Hij promoveerde er tot licentiaat in sociale wetenschappen, optie sociaal werk en werd daarna opvoeder en maatschappelijk werker bij SOS Jeunes, die hulp biedt aan kwetsbare jongeren. Daarnaast werd hij actief als buurthuisanimator en verantwoordelijke van enkele proefprojecten in prioritaire onderwijszones en gedurende veertien jaar was hij coördinator van samenlevingsprogramma's en programma's rond sociale cohesie in Sint-Gillis, waar hij van 1999 tot 2004 voorzitter van de lokale dienst voor arbeidsbemiddeling was.
El Ktibi vestigde zich uiteindelijk in Laken. Hij werd politiek actief voor de PS en in oktober 2000 werd hij verkozen tot gemeenteraadslid van Brussel. Na de gemeenteraadsverkiezingen van oktober 2006 werd El Ktibi er als vervanger van verhinderd schepen Pascal Smet schepen voor Openbare Werken, Participatie en Gelijke Kansen en vervolgens werd hij in december 2012 schepen van Groene Ruimtes, Leefmilieu en Internationale Solidariteit. In juni 2017 verliet hij zijn schepenambt om OCMW-voorzitter van Brussel te worden. Dit ambt bekleedde El Ktibi tot in december 2018 en vervolgens werd hij weer schepen, bevoegd voor Burgerlijke Stand, Bevolking en Internationale Solidariteit. Na de gemeenteraadsverkiezingen van oktober 2024 verdween El Ktibi uit het schepencollege, al bleef hij wel gemeenteraadslid.
Van juni 2004 tot mei 2019 was hij ook lid van het Brussels Hoofdstedelijk Parlement. El Ktibi was er van 2004 tot 2009 ondervoorzitter van de commissie Binnenlandse Zaken, van 2008 tot 2013 lid en van 2013 tot 2014 voorzitter van de commissie Leefmilieu, Natuurbehoud, Waterbeleid en Energie en van 2014 tot 2019 lid van de commissie Leefmilieu en Energie. Bij de verkiezingen van mei 2019 stelde El Ktibi zich geen kandidaat meer om zich toe te leggen op zijn schepenambt.